# Guardia Reale (Svezia)
La Guardia Reale (in svedese Livgardet, sigla LG) è un reggimento misto fanteria-cavalleria dell'esercito svedese, con il compito di assicurare la difesa di Stoccolma e il servizio di guardia d'onore per il Re di Svezia e del Palazzo Reale. Risalente al 1521, è una delle unità militari ancora in servizio più antiche del mondo. Esiste nella forma attuale dal 2000, quando sono stati fusi i corpi della Guardia Reale Svedese (Svea livgarde) e dei Dragoni della Guardia Reale (Livgardets dragoner). Il quartier generale è dislocato presso Brunna, nel comune di Upplands-Bro, e presso la "Caserma di Cavalleria 1" nel centro di Stoccolma.

## Storia

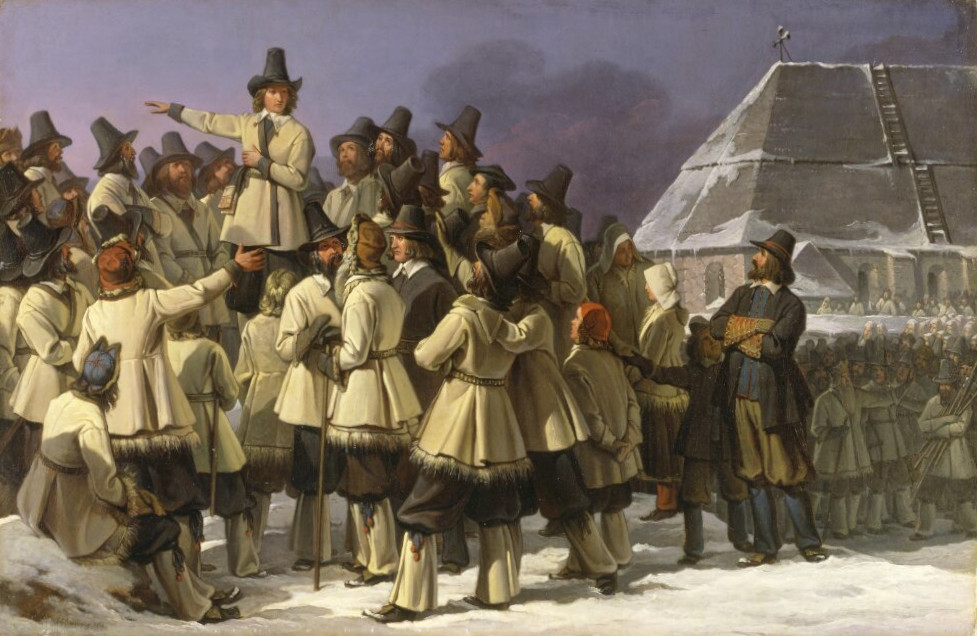
"Re Gustavo Vasa si rivolge agli uomini di Dalarna a Mora", di Johan Gustaf Sandberg, 1836.

Il primo nucleo della Guardia Reale Svedese è datato 1521, quando gli abitanti della regione di Dalarna scelsero 16 giovani uomini per servire come guardie del corpo di Gustav Vasa, futuro primo sovrano della Svezia indipendente, durante la guerra di liberazione svedese. A partire dal 1523 l'unità, gradualmente allargata, è stata conosciuta come Corpo degli Alabardieri Reali, e ha prestato servizio al palazzo di Stoccolma. Nel 1619 venne trasformata nella "Compagnia Domestica", la quale accompagnò Gustavo Adolfo il Grande in Europa durante la guerra dei trent'anni. Durante questo periodo la compagnia venne promossa a reggimento, e nel 1633 riportò in patria il corpo del sovrano in seguito alla battaglia di Lützen.
Durante le campagne militari dei tre successivi re, Carlo X, Carlo XI e Carlo XII, che richiesero un'organizzazione molto più mobile del governo e dell'apparato militare, gli ufficiali e i soldati del reggimento seguirono i sovrani su numerosi campi di battaglia con il nome di Guardie Reale di Sua Maestà.
Nel periodo fra il 1576 e il 1810, nel quale avvenivano continui colpi di stato e congiure di palazzo, gli ufficiali della Guardia hanno spesso ricoperto un ruolo decisivo. Gustavo III cercò di sfruttare la situazione nominando sé stesso comandante del reggimento nel 1774, relegando il colonnello in carica al ruolo di secondo in comando. Questa situazione è perdurata fino ad un cambiamento costituzionale avvenuto nel 1974, e attualmente il sovrano detiene il titolo onorifico di colonnello in capo. Il giorno più ignominioso di questo periodo fu il 20 giugno 1810, quando il Maresciallo del Regno, Hans Axel von Fersen, venne linciato e ucciso dalla folla durante il funerale del principe ereditario senza che il reggimento intervenisse per fermarla.

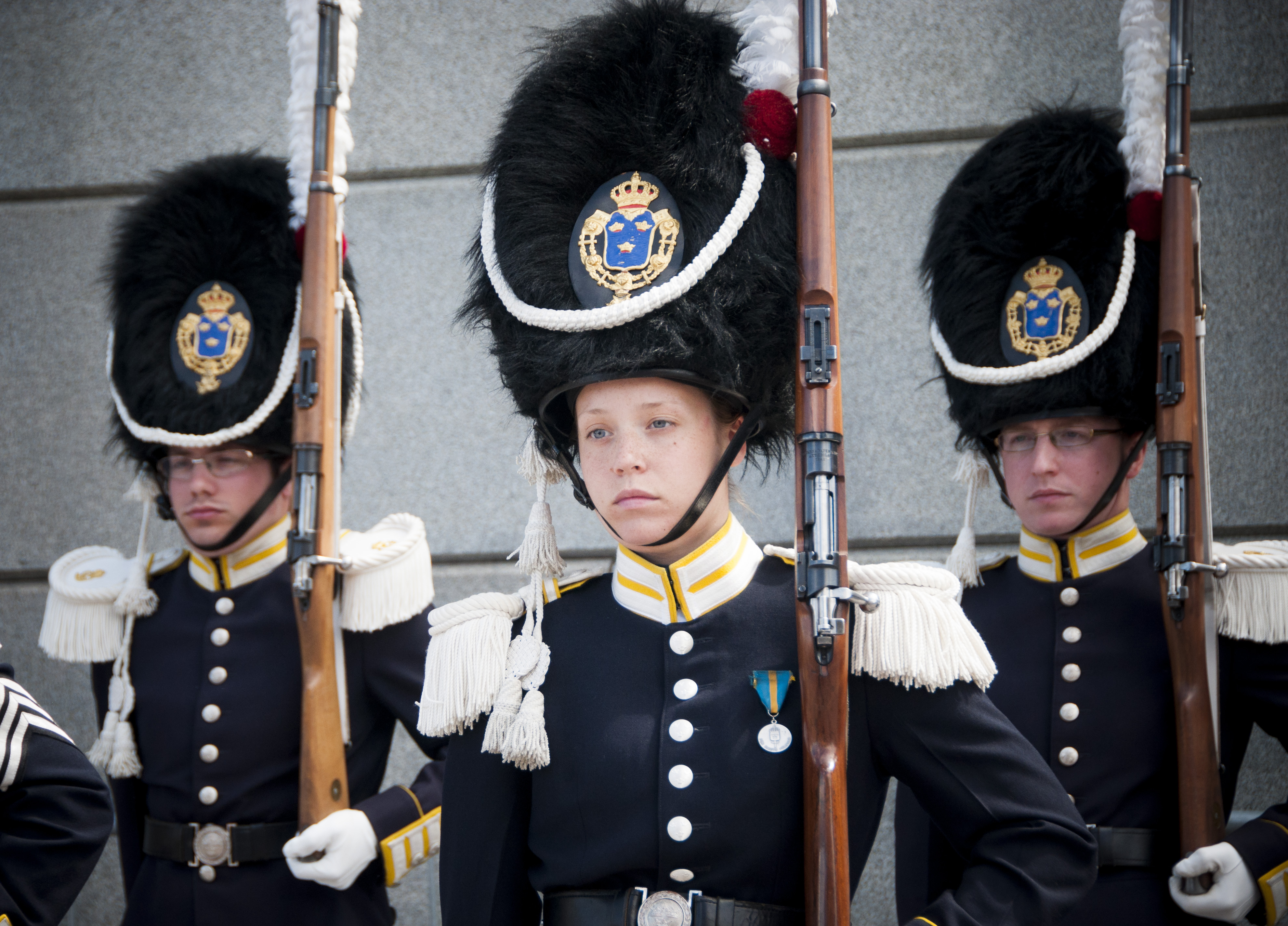
Granatieri della Guardia Reale che indossano la divisa da cerimonia tradizionale.

L'unità prese il nome di Guardia Reale Svedese nel 1792, e nel 1802 venne trasferita nella caserma di Fredrikshov. Durante tutto il XIX secolo il reggimento venne principalmente utilizzato per mantenere l'ordine nella capitale. Nel 1888 venne spostato nella caserma di Linnégatan. Negli anni sessanta il Comune di Stoccolma iniziò un progetto di ampliamento della zona residenziale nel centro della città, costringendo il reggimento a spostarsi nuovamente nella periferia, presso l'attuale sede di Kungsängen.
In seguito alla riorganizzazione delle forze armate, il reggimento della Guardia Reale Svedese venne sciolto il 30 giugno 2000, ma gran parte del personale venne immediatamente riassorbito nella Guardia Reale attuale. La nuova unità, con i nuovi colori, venne presentata al re Carlo XVI Gustavo nel corso di una solenne parata militare.

## Struttura e organizzazione
Attualmente l'unità impiega un totale di 1600 militari in servizio permanente, a cui si aggiungono ulteriori 2600 membri fra personale civile e militare part-time.

### Battaglione della Guardia del Re
Il Battaglione della Guardia del Re è un'unità mista (fanteria e cavalleria) responsabile per le attività cerimoniali dello stato e, in caso di guerra, per la protezione della famiglia reale, del primo ministro, del governo e del comandante supremo delle forze armate. È specializzato nella guerra urbana e comprende cinque compagnie.
- Compagnia del quartier generale
- 10ª Compagnia di supporto: plotoni di servizio, supporto, mortai, genieri e ricognizione, in servizio part-time
- Compagnia della Guardia di Sua Maestà il Re: tre plotoni di fanteria in servizio full-time per le attività cerimoniali a piedi, come la guardia a palazzo, e un plotone in divisa storica
- Squadrone della Guardia: unità per attività cerimoniali e guardia a cavallo in servizio full-time
- 13º Squadrone: stessi compiti dello Squadrone della Guardia ma in servizio part-time

### 11º Battaglione di polizia militare
L'11º Battaglione di polizia militare ha il compito di assicurare il rispetto della legge nelle forze armate svedesi. Il battaglione è composto da una compagnia di sicurezza personale, due compagnie di polizia militare e una squadra investigativa:
- 114ª Compagnia di polizia militare
- 115ª Compagnia di polizia militare
- 116ª Compagnia di sicurezza personale

### 12º Battaglione di fanteria motorizzata
Il 12º Battaglione di fanteria motorizzata è equipaggiato con il Patria AMV ed è specializzato nella guerra urbana. Può operare sia in contesti nazionali che internazionali. È la principale componente operativa della Guardia Reale e conserva le tradizioni della fanteria dell'antica Svea livgarde.
- 120ª Compagnia di comando
- 121ª Compagnia di fanteria
- 122ª Compagnia di fanteria
- 123ª Compagnia di fanteria
- 124ª Compagnia di supporto

### 13º Battaglione di controspionaggio
Il 13º Battaglione di controspionaggio è specializzato nella gestione delle cinque minacce generiche alla sicurezza nazionale: criminalità, sovversione, spionaggio, sabotaggio e terrorismo. Contiene unità dell'esercito, dell'aeronautica militare e del corpo anfibio.
- 131º Squadrone di sicurezza
- 133º Squadrone di supporto

### Unità cinofila delle forze armate svedesi
L'unità è responsabile per l'acquisizione e l'addestramento dei cani utilizzati in ambito militare dalle forze armate svedesi. Ha base presso Märsta e Sollefteå.

### Corpo musicale delle forze armate svedesi
Il Corpo musicale delle forze armate svedesi ricade sotto la Guardia Reale, ed è responsabile per tutte le attività musicali, come concerti, cambi della guardia e cerimonie ufficiali. È formato da tre bande militari.
- Banda dell'esercito (Arméns musikkår)
- Banda dei dragoni della Guardia (Livgardets dragonmusikkår)
- Banda della marina (Marinens musikkår)

## Comandanti
Il ruolo del Re di Svezia come comandante dell'unità è stato abolito nel 1974, e il sovrano mantiene il titolo onorifico di colonnello in capo. Fino al 2017 il comandante del reggimento era anche comandante della Regione Militare Centrale, mentre attualmente si tratta di una qualifica autonoma.
- Ingvar Hellquist (2000-2002)
- Kent Edberg (2002-2005)
- Svante Borg (2005-2009)
- Håkan Hedlund (2009-2014)
- Christer Tistam (2014-2017)
- Laura Swaan Wrede (2017-2020)
- Stefan Nacksten (2020-2024)[3]

## Nella cultura di massa
La band power metal svedese Sabaton ha rilasciato il 26 febbraio 2021 una canzone dedicata alla Guardia Reale in occasione del cinquecentesimo anniversario dalla fondazione del reggimento. Il brano è stato realizzato in due versioni, una in lingua svedese intitolato "Livgardet" e successivamente una in lingua inglese dal titolo "The Royal Guard".